# Adorazione dei Magi (Rubens Madrid)
L'Adorazione dei Magi è un dipinto, dalle dimensioni monumentali, realizzato dall'artista fiammingo Peter Paul Rubens. L'opera fu portata a termine nel 1609 e successivamente rielaborata notevolmente tra il 1628 ed il 1629, durante il suo secondo viaggio in Spagna. Attualmente è conservata al Museo del Prado di Madrid.
Si tratta soltanto di una delle diverse versioni che Rubens ha realizzato dello stesso soggetto.

## Storia
Verso la fine del 1608 Anversa si preparava a ricevere i delegati che avrebbero dovuto negoziare la fine della guerra degli ottant'anni. Le trattative si tennero nel Municipio di Anversa tra il 28 marzo e il 9 aprile 1609 e condussero alla Tregua dei dodici anni. Le speranze erano alte per i colloqui e per la rinnovata prosperità economica che una pace o una tregua avrebbero portato - Anversa era un importante centro commerciale in crisi per via del blocco olandese della città. Il consiglio comunale decise nei primi mesi del 1609 di commissionare un dipinto per la Statenkamer, nella quale si sarebbero tenute le negoziazioni, scegliendo Rubens come artista, per via del suo contatto diretto con l'arte italiana. Non appena tornò ad Anversa, Rubens divenne già il principale pittore presente sulla scena. Per la tela fu pagato 1800 fiorini.
Il soggetto della commissione era un'allusione ai benefici che la città sperava avrebbe ottenuto dalla pace. Dell'opera si conservano uno schizzo al Groninger Museum di Groninga, nonché numerosi lavori preparatori, tra cui una Testa di magio nero (conservata in una collezione privata londinese), un Ritratto di uomo barbuto (conservato presso le Gallerie nazionali d'arte antica di Palazzo Corsini alla Lungara, a Roma) e altri ancora presso il Museum Bojimans Van Beuningen di Rotterdam. Esiste anche uno studio, attualmente in una collezione privata di Londra, disegnato per l'opera nella sua complessità, che permette di ricostruire la sua composizione originaria.
Nella primavera del 1612 Rodrigo Calderón, favorito del Duca di Lerma, giunse nei Paesi Bassi spagnoli come ambasciatore straordinario del re di Spagna, presumibilmente con il compito di convertire la tregua in una trattato di pace. I magistrati municipali mostrarono il dipinto a Calderón, che lo acquisì, anche se nel 1619 cadde in disgrazia e nel 1621 decapitato. Nel 1623 Filippo IV di Spagna acquistò il dipinto in occasione della vendita della collezione di Calderón, e decise di collocarlo presso il Real Alcázar di Madrid.
Nel settembre del 1628 Rubens si recò per la seconda volta in Spagna, dalla quale ripartì il 29 settembre 1629. Si trovava lì per informare il re in merito ai negoziati di pace con la Gran Bretagna, ma colse l'occasione del suo soggiorno spagnolo per apportare delle modifiche al suo dipinto. Francisco Pacheco del Rio riferisce nella sua opera El arte de la pintura che "[Rubens] cambiò alcune cose nel suo dipinto dell'Adorazione dei Magi che si trovava nel palazzo". Si trattò di una completa rielaborazione del soggetto, con diversi dettagli modificati, strisce aggiunte ai bordi superiore e destro (le sue dimensioni originali erano 259 x 381 cm) e lo stile fu rinnovato e ricondotto a quello proprio della fine degli anni venti del XVII secolo, fortemente influenzato da Tiziano.
Il dipinto acquisì popolarità all'interno della collezione della Corona spagnola e quando Maria Anna del Palatinato-Neuburg suggerì di inviarlo in Germania come regalo al padre Filippo Guglielmo del Palatinato, fu fermamente contrastata dal consorte Carlo II di Spagna (che di fatto pose il proprio veto alla proposta). Fu necessario rimuoverlo dalla cornice con tagli di coltello, arrotolarlo e gettarlo fuori da una finestra durante il terribile incendio che distrusse il Real Alcázar nel 1734: difatti, i tagli e bolle, causati dall'esposizione al calore delle fiamme, sono tuttora visibili, sebbene si tratti degli unici danni e la tela, al di fuori di essi, si sia conservata pressoché integra. L'Adorazione dei Magi fu quindi esposta al Palazzo reale di Madrid, costruito sullo stesso sito della fortificazione andata distrutta, e successivamente fu trasferita presso il Museo del Prado, nei cui inventari compare per la prima volta nel 1834. Nel 2004, il dipinto è stato sottoposto ad un ampio intervento di restauro.

## Descrizione
La tela, la più grande opera di Rubens conservata al Prado e una delle più grandi dell'intera collezione del museo, è caratterizzata dalla potenza dei colori - su tutti spiccano le tinte gialle, rosse e viola -, dal movimento e dalla fastosità. Pur trattandosi di una delle composizioni più spettacolari e pomposamente traboccanti dell'artista, si può comunque notare una nitida organizzazione dei personaggi su di un asse diagonale che simbolicamente parte dal Bambino Gesù e arriva sino all'angolo opposto, in alto a destra. Con evidente simbolismo, Rubens pone Gesù come punto focale della luce che illumina l'intera scena.
Nella striscia aggiunta al bordo destro Rubens raffigurò un autoritratto, rappresentandosi a cavallo, con spada e catena d'oro, che sta a simboleggiare la condizione nobiliare concessa all'artista dal re Filippo IV, nel 1624. Si tratta dell'unica occasione nella quale il pittore ha inserito un suo autoritratto inequivocabile all'interno di un esempio di pittura storica.

## Altre versioni
Rubens ha realizzato diverse versioni dello stesso soggetto. Un dipinto, datato tra il 1616 e il 1617, conservato al Musée des Beaux-Arts di Lione; un altro, del 1624, che si trova al Museo reale di belle arti di Anversa, e un terzo che è conservato al Museo del Louvre di Parigi.